# Rhagodoca ornata ornata
Rhagodoca ornata ornata es una subespecie de arácnido  del orden Solifugae de la familia Rhagodidae.

## Distribución geográfica
Se encuentra en el este de África.